# Supersam w Katowicach
Supersam (dawniej Hala Targowa w Katowicach, niem. Markthalle in Kattowitz, Markthalle Kattowitz) – obiekt handlowy w katowickiej dzielnicy Śródmieście, przy ul. ks. Piotra Skargi 6, zbudowany w latach 1935–1937, gruntownie przebudowany w latach 2013–2015.

## Hala Targowa

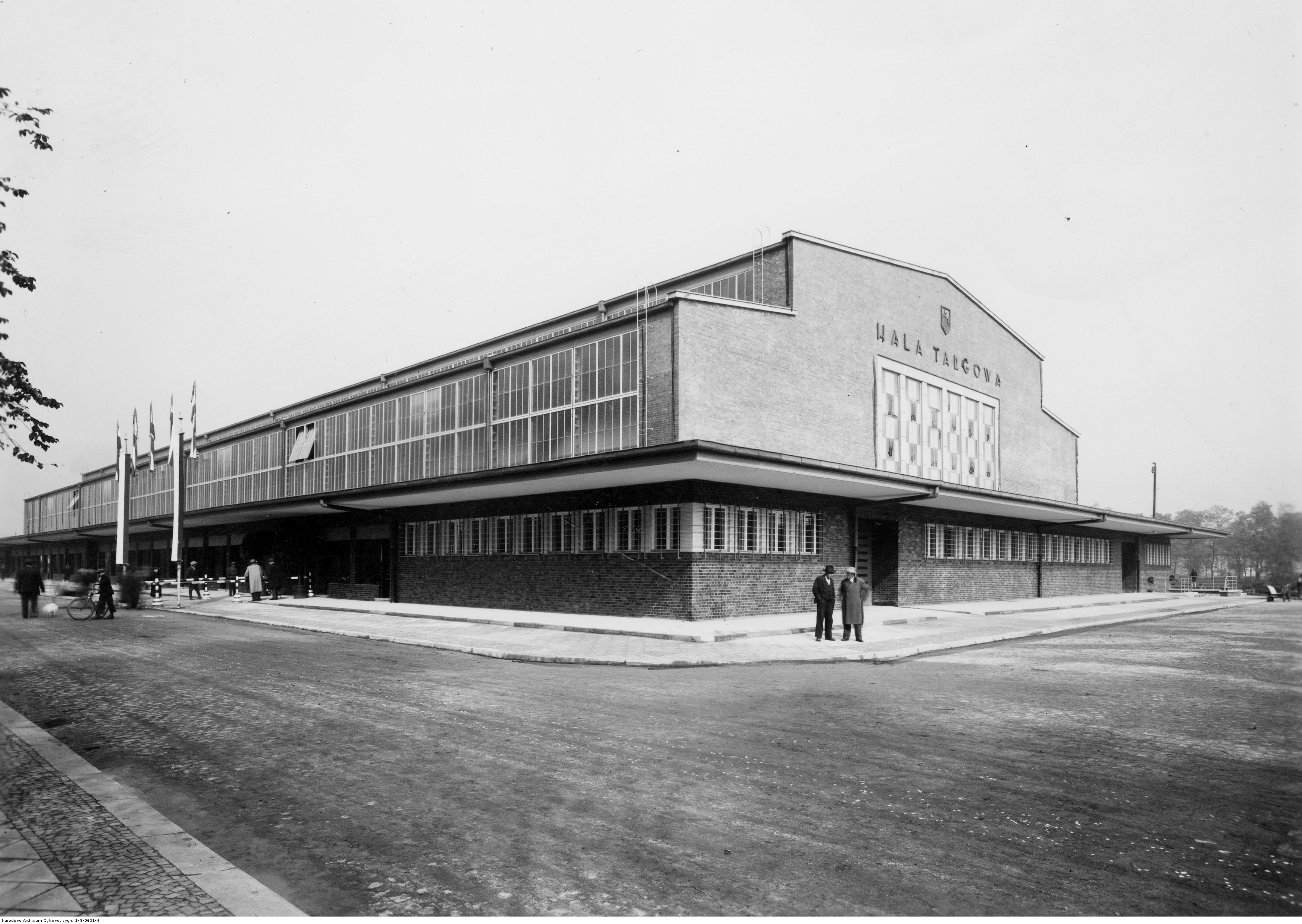
Hala Targowa w dniu poświęcenia (30 września 1936)

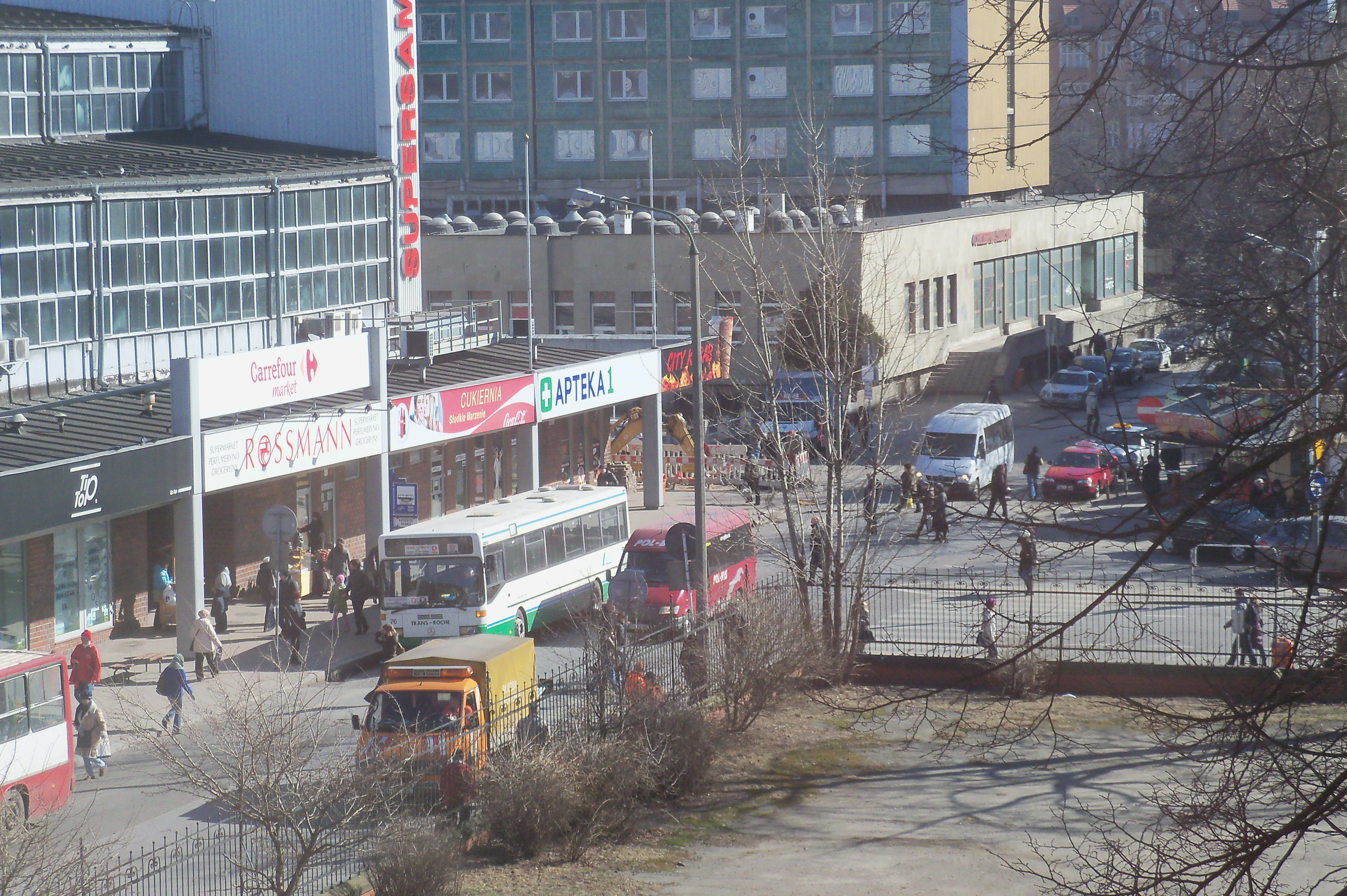
Supersam (po lewej) przed przebudową (2011)

Chociaż od 1922 roku Katowice były stolicą województwa, jednak nie posiadały nowoczesnego obiektu wyspecjalizowanego do obsługi handlu targowiskowego i spożywczego. Taki budynek – miejską Halę Targową – miała już od 1905 roku sąsiednia Królewska Huta. W Katowicach targowisko funkcjonowało na Rynku, a od 1909 roku częściowo również w miejskiej Hali Mięsnej (niem. Städtische Markthalle, Fleischhalle), stojącej w miejscu nieistniejącego hotelu „Silesia” przy ul. Piotra Skargi. Po 1925 roku targowisko przeniosło się z Rynku nad Rawę obok Hali Mięsnej.
Na budowę nowej hali, która miała przejąć handel z targowiska zapewniając infrastrukturę i higienę, przeznaczono pusty teren po zasypanym stawie hutniczym w centrum Katowic, na zachód od Hali Mięsnej. Projektantem szkieletu hali o łukowej, spawanej konstrukcji stalowej został dr inż. Stefan Bryła, profesor Politechniki Warszawskiej, natomiast architekturę budynku zaprojektował zespół budowniczych Wydziału Budownictwa Naziemnego katowickiego Magistratu pod kierunkiem inż. Lucjana Sikorskiego. Szkielet hali targowej stanął w 1935 roku, a gotowy budynek został 30 września 1936 roku poświęcony przez ks. Emila Szramka. W momencie otwarcia hali dla klientów (15 kwietnia 1937 roku) był to największy obiekt tego typu w Polsce.
Centralna, łukowa część katowickiej Hali Targowej miała 121 m długości, 39,5 m szerokości i 16 m wysokości. Okalający ją ciąg pomieszczeń wraz z wystającym zadaszeniem mierzył 7,4 m szerokości i 3,95 m wysokości. Elementy konstrukcyjne wykonały huty: „Królewska” w Chorzowie, „Laura” w Siemianowicach i „Pokój” w Nowym Bytomiu. Do zespawania konstrukcji użyto elektrod wyprodukowanych przez hutę „Baildon” w Katowicach.
W hali, będącej własnością miasta, rozlokowano 408 stoisk na dwóch kondygnacjach (wyższa znajdowała się na balkonie biegnącym wokół hali) i 12 basenów rybnych. Na zewnątrz rozlokowano 30 sklepów, filię urzędu pocztowego i kasy oszczędności. W podziemiach urządzono magazyny i chłodnie. W dni targowe (poniedziałek, czwartek, sobota) zakupy robiło tu 8–10 tysięcy ludzi, a towar dostarczało 80–100 ciężarówek.

## Supersam

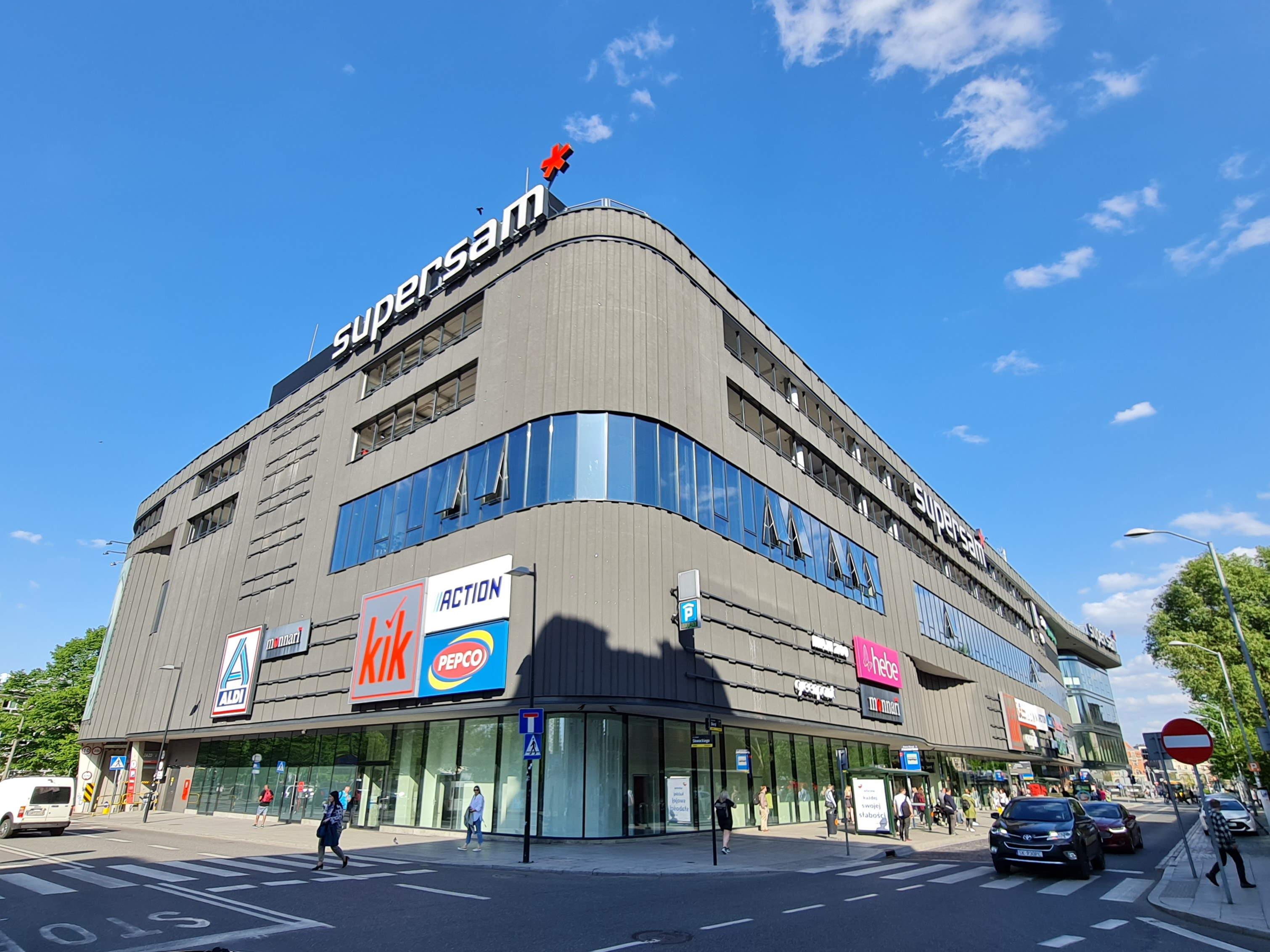
Galeria Supersam po przebudowie

Po II wojnie światowej Halę Targową odebrano miastu i upaństwowiono, w 1962 roku urządzając w niej zespół wielobranżowych sklepów samoobsługowych o nazwie „Supersam” należący do państwowego przedsiębiorstwa Domy Towarowe Centrum. Zmieniono też zewnętrzny wygląd obiektu, nadbudowując ściany czołowe i pokrywając elewacje wielkimi płytowymi okładzinami. W 1988 roku do hali dobudowano dwupiętrowy budynek biurowy, przez co powierzchnia obiektu osiągnęła prawie 10.000 m². W latach 2002–2003 całość zmodernizowano, m.in. całkowicie zasłaniając łukową konstrukcję hali i przekształcając ją w pasaż handlowy o powierzchni handlowej 5900 m² z marketem spożywczym „Carrefour”. 
W latach 2012–2013 wyburzono biura i niemalże całą konstrukcję hali dawnego „Supersamu”, a w sierpniu 2013 roku inwestor Griffin Real Estate rozpoczął budowę nowego centrum handlowego według projektu przygotowanego jeszcze w 2009 roku przez zespół architektów pod kierunkiem Tomasza Koniora. Na żądanie Wojewódzkiej Konserwator Zabytków Barbary Klajmon projekt ten modyfikowano w latach 2012–2014, m.in. pozostawiając cztery odnowione i wyeksponowane przęsła starej Hali Targowej jako upamiętnienie jej twórcy, prof. Stefana Bryły. Budowę i wyposażanie nowego centrum handlowego ukończono we wrześniu 2015 roku, a dla klientów otwarto 8 października 2015 roku.
Gruntownie przebudowany „Supersam” posiada 5 kondygnacji nadziemnych i 1 podziemną, 42.800 m² powierzchni całkowitej, 20.000 m² powierzchni handlowej, mieszcząc 100 lokali handlowo-usługowych (na trzech poziomach) i 400 miejsc parkingowych (na dwóch poziomach).

### Właściciel
Właścicielem i zarządcą budynku jest firma Globalworth – spółka inwestycyjna notowana na rynku AIM giełdy w Londynie, działająca na rynku nieruchomości w Europie Środkowo-Wschodniej. Projekt posiada certyfikat BREEAM na poziomie Excellent.